# Conseil départemental de la Manche
Le conseil départemental de la Manche est l'assemblée délibérante du département français de la Manche, collectivité territoriale décentralisée. Son siège se trouve à Saint-Lô.

## Composition
Le conseil départemental de la Manche est composé de 54 conseillers départementaux (27 femmes et 27 hommes) élus au suffrage universel, issus des 27 cantons de la Manche :
| Président du Conseil départemental |       |       |      |                                 |
| Jean Morin (DVD)                   |       |       |      |                                 |
| Parti                              | Sigle | Sigle | Élus | Groupes                         |
| Majorité (40 sièges)               |       |       |      |                                 |
| Divers droite                      |       | DVD   | 29   | Majorité Départementale         |
| Les Républicains                   |       | LR    | 7    | Majorité Départementale         |
| Divers centre                      |       | DVC   | 4    | Majorité Départementale         |
| Opposition (14 sièges)             |       |       |      |                                 |
| Parti socialiste                   |       | PS    | 6    | Unis pour une Manche de progrès |
| Divers gauche                      |       | DVG   | 4    | Unis pour une Manche de progrès |
| La République en marche            |       | LREM  | 1    | Unis pour une Manche de progrès |
| MoDem                              |       | MoDem | 1    | Unis pour une Manche de progrès |
| Divers centre                      |       | DVC   | 1    | Unis pour une Manche de progrès |
| Divers gauche                      |       | DVG   | 1    | Sans étiquette                  |

## Administration

### Présidents

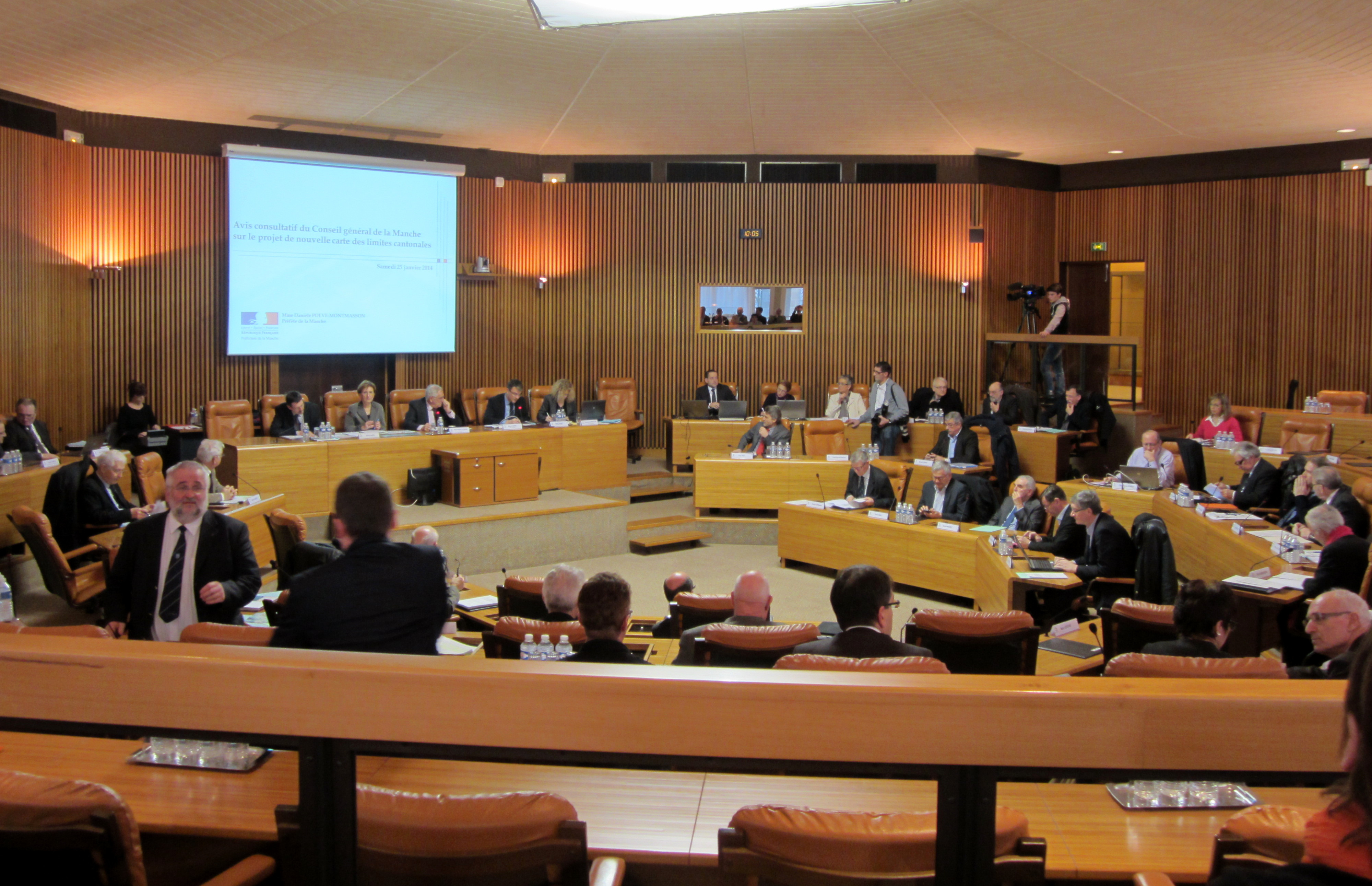
Session extraordinaire du conseil général de la Manche concernant le projet de révision de la carte cantonale.

Jusqu'en 1834, les conseillers généraux et le président sont nommés par le gouvernement. Ils seront élus au suffrage universel à partir de 1871.
- 1800 - 1801 : Pierre Louis Pinel
- 1802 : François Louvel de Monceaux
- 1803 - 1807 : Gabriel Frémin du Mesnil
- 1808 - 1810 : François Le Jolis de Villiers
- 1810 : Gabriel Frémin du Mesnil
- 1811 : inconnu
- 1812 : François Léonor Couraye du Parc
- 1813 : Ambroise de Cussy
- 1814-1816 : François Léonor Couraye du Parc
- 1817 - 1818 : Gabriel Frémin du Mesnil
- 1819 : Joseph Cachin
- 1820-1821 : Jean Pontas-Duméril
- 1822 : Olivier Le Clerc de Juigné[3]
- 1823-1825 : Jean Pontas-Duméril
- 1826 - 1827 : François Louvel de Monceaux
- 1828 : Louis de Kergorlay
- 1829 : François Louvel de Monceaux
- 1831 : Auguste-François Angot
- 1832-1833 : Donatien de Sesmaisons
- 1834-1839 : Auguste-François Angot
- 1839-1844 : Léonor-Joseph Havin
- 1844-1848 : Frédéric Rihouet
- 1848 : Pierre-Louis Clément
- 1848 : Léonor-Joseph Havin
- 1848 : Pierre Louis Clément
- 1848 : Léonor-Joseph Havin
- 1849-1852 : Alexis de Tocqueville
- 1852-1854 : Urbain Le Verrier
- 1854-1857 : Narcisse Vieillard
- 1858-1870 : Urbain Le Verrier
- 1870 : Napoléon Daru
- 1871-1880 : François-Charles Hervé de Saint-Germain
- 1880-1882 : François-Charles Savary
- 1882-1888 : Émile-Louis Le Noël
- 1888-1922 : Hippolyte Morel
- 1922-1930 : Albert Le Moigne
- 1930-1935 : Émile Boissel-Dombreval
- 1935-1940 : Charles Delagarde-Larosière
- 1941-1944 : Henri Cornat (nommé par le gouvernement de Vichy et destitué à la Libération)[4]

| Période                                         | Période                                      | Identité                                     | Étiquette                                    | Étiquette                                    |
| Présidents du conseil général de 1945 à 2015    | Présidents du conseil général de 1945 à 2015 | Présidents du conseil général de 1945 à 2015 | Présidents du conseil général de 1945 à 2015 | Présidents du conseil général de 1945 à 2015 |
| ----------------------------------------------- | -------------------------------------------- | -------------------------------------------- | -------------------------------------------- | -------------------------------------------- |
| 1945                                            | 1946                                         | Daniel Cuche                                 |                                              | DVG                                          |
| 1946                                            | 1968                                         | Henri Cornat                                 |                                              | CNIP puis RI                                 |
| 1968                                            | 1988                                         | Léon Jozeau-Marigné                          |                                              | RI puis UDF                                  |
| 1988                                            | 1998                                         | Pierre Aguiton                               |                                              | UDF                                          |
| 1998                                            | 2015                                         | Jean-François Le Grand                       |                                              | RPR puis UMP                                 |
| Présidents du conseil départemental depuis 2015 |                                              |                                              |                                              |                                              |
| 2015                                            | 2015                                         | Philippe Bas                                 |                                              | LR                                           |
| 2015                                            | 2016                                         | Marc Lefèvre (intérim)                       |                                              | DVD                                          |
| 2016                                            | 2017                                         | Philippe Bas                                 |                                              | LR                                           |
| 2017                                            | 2021                                         | Marc Lefèvre                                 |                                              | DVD                                          |
| 2021                                            | En cours                                     | Jean Morin                                   |                                              | DVD                                          |

Fin 2015, à la suite de l'annulation par le Tribunal administratif des élections départementales dans le canton de Villedieu-les-Poêles, Philippe Bas n'est plus conseiller départemental et de facto perd sa fonction de président de l'assemblée ; l'intérim est assuré par le premier vice-président, Marc Lefèvre, ancien maire de Sainte-Mère-Église.
En 2017, Philippe Bas démissionne de la présidence pour respecter la loi sur le non-cumul des mandat, étant réélu sénateur. Marc Lefèvre est élu pour lui succéder, un an après avoir assuré l'interim. 
Jean Morin est élu président du conseil départemental le 1er juillet 2021.

### Commissions
Il existe au sein du conseil départemental de la Manche cinq commissions composées de six à neuf membres. Celles-ci sont chargées de préparer les dossiers soumis à l’assemblée départementale. Elles ont chacune leurs propres domaines d'intervention :
- Action sociale ;
- Appui aux territoires ;
- Nature et infrastructures ;
- Attractivité et numérique ;
- Affaires générales.

## Identité visuelle (logo)
Le logo du département reprend la silhouette de l'abbaye du Mont-Saint-Michel.

Logo de la Manche (conseil général) de [Quand ?] à 2009.
Logo de la Manche (conseil général) de 2009 à 2015
Logo de la Manche (conseil départemental) de 2015 à 2018
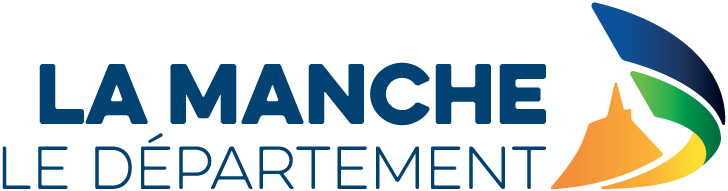
Logo de la Manche (conseil départemental) depuis 2019
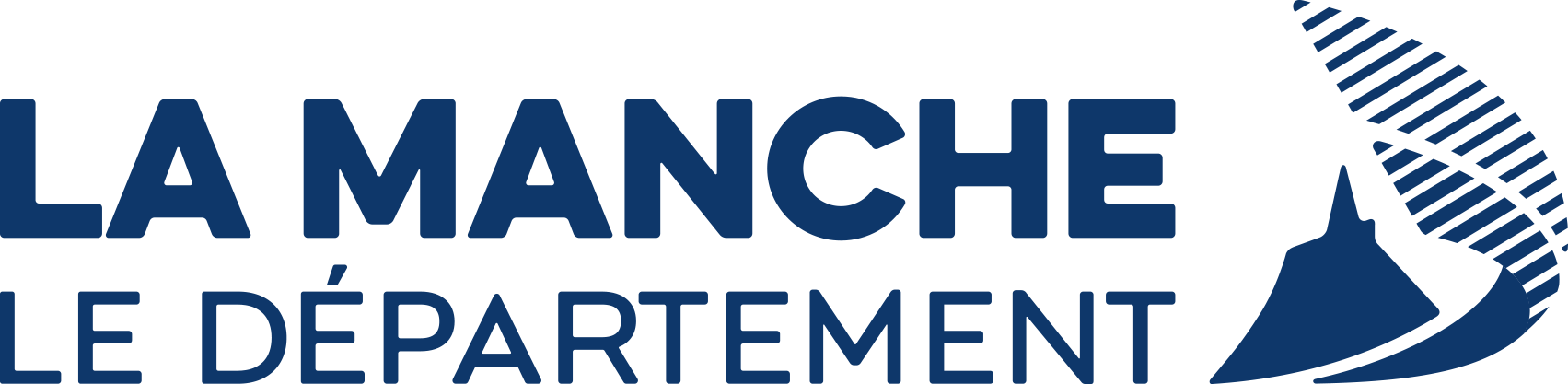
Logo du conseil départemental de la Manche 2022